# Qal'at Salah El-Din
 Denne artikel bør gennemlæses af en person med fagkendskab for at sikre den faglige korrekthed.

Salah Ed-Din-borgen eller Qal'at al-Sahyun (arabisk Qal’at Salah Al-Din ) var en korsfarerborg i det vestlige Syrien ca. 24 km øst for havnebyen Al-Ladhiqiyah (Latakia), i et terræn med høje bjerge, på et højdedrag mellem to raviner (no) og omgivet af skov.
Fæstningen blev sammen med Krak des Chevaliers (Qal'at Al-Hosn) optaget på UNESCOs Verdensarvsliste i 2006.